# Буряківщина
Бурякі́вщина — село Миргородського району Полтавської області. Населення станом на 2001 рік становило 37 осіб. Входить до Великобагачанської селищної об'єднаної територіальної громади з адміністративним центром у смт Велика Багачка.

## Географія
Село Буряківщина розміщене за 5 км від смт Велика Багачка та села Бутова Долина. По селу протікає пересихаючий струмок із загатою. Поруч проходить автомобільна дорога Т 1719.
Віддаль до центру громади — 5 км. Найближча залізнична станція Гоголеве — за 20 км.

## Населення

### Мова
Розподіл населення за рідною мовою за даними перепису 2001 року:
| Мова       | Кількість | Відсоток |
| ---------- | --------- | -------- |
| українська | 36        | 97.3%    |
| білоруська | 1         | 2.7%     |
| Усього     | 37        | 100%     |

## Історія
Село Буряківщина виникло на початку XX ст. як хутори Буряківщина Перша та Буряківщина Друга Багачанської волості Миргородського повіту Полтавської губернії.
У 1912 році в хуторах Буряківщинах було разом 58 жителів.
У січні 1918 року в селі розпочалась радянська окупація.
Станом на 1 лютого 1925 року Буряківщина належала до Великобагачанського району Лубенської округи.
У 1932–1933 роках внаслідок Голодомору, проведеного радянським урядом, у селі загинуло 12 мешканців.
З 16 вересня 1941 по 21 вересня 1943 року село було окуповане німецько-фашистськими військами.
Село входило до Великобагачанської селищної ради Великобагачанського району.
12 жовтня 2016 року шляхом об'єднання Великобагачанської селищної ради та Багачанської Першої, Радивонівської, Степанівської, Якимівської сільських рад Великобагачанського району була утворена Великобагачанська селищна об'єднана територіальна громада з адміністративним центром у смт Велика Багачка.